# Darren Phillip
Darren Phillip (18 de marzo de 1978, Londres, Inglaterra) es un exjugador de baloncesto con doble nacionalidad británica y estadounidense. Phillip es conocido como "Primal Fear" en el circuito de baloncesto callejero de Nueva York. Desarrolló toda su carrera como profesional en España, Argentina, Puerto Rico, Chile y los Estados Unidos, participando durante los recesos veraniegos de sus clubes en los torneos urbanos para baloncestistas aficionados.

## Trayectoria
Phillip asistió a la South Shore High School de Brooklyn, Nueva York, donde jugó al baloncesto con los Vikings, el equipo de la institución. En 1996 recibió una beca para estudiar en la Universidad de Fairfield, por lo que terminó incorporándose a los Fairfield Stags y compitiendo en la Metro Atlantic Athletic Conference de la División I de la NCAA. En su temporada como sénior promedió 14 rebotes por partido, lo que lo convirtió en el líder del rubro de la temporada.
En 2000 culminó su participación en el circuito de baloncesto universitario estadounidense, por lo que decidió comenzar a jugar profesionalmente fuera del país. De ese modo llegó a España, contratado por el Unicaja Málaga. En los siguientes seis años, Phillip se consolidaría como un jugador regular de la Liga ACB (además del club malagueño, el ala-pívot pasaría por las filas de Casademont Girona y Cajasol Sevilla) y se ganaría la simpatía de los aficionados por su personalidad carismática.
En 2006 regresó a su país para jugar en el Strong Island Sound de la ABA.
Al comienzos del año siguiente reapareció en España, pero esta vez dispuesto a conducir al CAI Zaragoza desde la LEB Oro hacia la ACB. Le tomó un año y medio lograr el objetivo, pero la temporada 2008-09 la pudo disputar en la máxima categoría del baloncesto profesional español. Sin embargo, al término de la misma, su equipo regresó a la LEB Oro. Nuevamente Phillip se propuso liderar al CAI Zaragoza de regreso a la ACB, por lo que realizó una estupenda campaña personal que sirvió para que el equipo conquistase el título de la LEB Oro de 2010.
Phillip permaneció dos años más en España, actuando una temporada en la Liga ACB con el CAI Zaragoza y otra en la LEB Oro con el Autocid Ford Burgos. En 2012 cruzó el océano para fichar con el Unión Progresista de Villa Ángela, un club de la Liga Nacional de Básquet de Argentina. Allí jugó  45 partidos en los que anotó 823 puntos, lo que lo convirtió en el líder de anotaciones de la temporada. 
Luego de su experiencia en la Argentina, compitió en la temporada 2013 del Baloncesto Superior Nacional de Puerto Rico con los Piratas de Quebradillas y los Atléticos de San Germán. En los siguientes años alternaría entre Argentina y Puerto Rico, jugando con Quimsa, Indios de Mayagüez, Sionista, Leones de Ponce y Olímpico. 
Sus últimas actuaciones como profesional se registraron en el primer semestre de 2017, cuando llegó a Chile para sumarse a Universidad de Concepción -en sustitución de Paul Harrison- y jugar los playoffs de la temporada 2016-17 de la LNB, y cuando jugó en el cierre de la temporada regular 2016-17 de la LNB de Argentina en Instituto como reemplazo de Alejandro Zilli.
En paralelo a su carrera como jugador profesional de baloncesto, Phillip continuó actuando en el circuito de baloncesto callejero en Nueva York, donde era conocido con el apodo de Primal Fear. Con su equipo ganó varias ediciones de torneos como el Hoops in the Sun, el Nike Pro City y el West 4th Street, como así también del EBC y del Original Rucker, dos prestigiosos certámenes organizados en el Rucker Park. 